# Licimaco Salazar
Licimaco Salazar – kolumbijski zapaśnik walczący w stylu wolnym. Zajął piąte miejsce na igrzyskach panamerykańskich w 1971. Srebrny medalista  igrzysk boliwaryjskich w 1970 roku.